# Waldemar I van Zweden

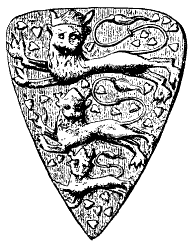
wapen van Waldemar.

Waldemar Birgersson (?, 1239 - Nyköpingshus, 26 december 1302) was koning van Zweden van 1250 tot 1275.

## Levensloop
Hij was de zoon van prinses Ingeborg Eriksdotter van Zweden en Birger Jarl (Birger Magnusson van Bjälbo), die vanaf 1248 min of meer Zweden bestuurde onder zijn zwager koning Erik XI de Lamme. Waldemars moeder was de dochter van koning Erik X van Zweden en prinses Rikissa van Denemarken.
Na Eriks XI dood in 1250 werd Waldemar in Birger Jarls afwezigheid tot koning gekozen. Ook na Waldemars meerderjarigheid in 1257 bleef zijn vader de greep houden op het bestuur van het land. Na Birgers dood in 1266 kwam het tot een conflict met zijn broer Jarl (de latere Magnus I) die de troon voor zichzelf wilde.
In 1260 trouwde Waldemar met Sofia van Denemarken, de oudste dochter van koning Erik IV en Jutta van Saksen. Waldemar had ook een geheime relatie met de Deense prinses Jutta, een zuster van zijn echtgenote Sophia. In 1272 bezocht Jutta Zweden en werd daarna Waldemars minnares; de affaire resulteerde in de geboorte van een kind in 1273. Het volgend jaar werd Jutta weggestopt in een nonnenklooster en Waldemar moest als boetedoening een pelgrimstocht naar Rome maken om vrijspraak van de Paus te krijgen.
Waldemar werd uitgedaagd door zijn broer Magnus, nadat de Slag bij Hova had plaatsgevonden bij Tiveden op 14 juni 1275. Magnus werd daarbij ondersteund door zijn jongere broer, Erik Birgersson, hertog van Smaland, en koning Erik V van Denemarken die voor Deense soldaten zorgde. Magnus werd dan ook tot nieuwe koning benoemd bij de Stenen van Mora als koning Magnus I.
In 1277 scheidde Sophia van haar man en keerde terug naar Denemarken. In dat jaar lukte het Waldemar om controle te krijgen over de provincies in Götaland in zuidelijk-Zweden en werd daarna hertog van Götaland genoemd. In 1278 wist Magnus deze gebieden echter terug te winnen. In 1288 werd Waldemar door zijn broer Magnus opgesloten op het Kasteel van Nyköping, waar hij tot zijn dood openlijk met zijn minnaressen in een vrij comfortabele gevangenschap leefde.

## Familie
Waldemar kreeg tijdens het huwelijk met Sophia van Denemarken (1241-1286) (ze scheidde in 1277) minstens zes kinderen.
- Ingeborg Valdemarsdotter van Zweden
- Erik Valdemarsson van Zweden (1272-1330)
- Marina Valdemarsdotter van Zweden
- Richeza Valdemarsdotter van Zweden
- Katarina Valdemarsdotter van Zweden
- Margareta Valdemarsdotter van Zweden